# Rosario (Northern Samar)
Rosario ist eine philippinische Stadtgemeinde in der Provinz Northern Samar. Sie hat 10.520 Einwohner (Zensus 1. August 2015). Die Gemeinde liegt teilweise im Naturschutzgebiet Biri Larosa Protected Landscape/Seascape.

## Baranggays
Rosario ist politisch in elf Baranggays unterteilt.
- Aguada
- Buenavista
- Jamoog
- Ligaya
- Poblacion
- Salhag
- San Lorenzo
- Bantolinao
- Commonwealth
- Guindaulan
- Kailingan